# Llaima
Llaima é um vulcão no formato de cone (estratovulcão) localizado na Região de Araucanía, no Chile, a cerca de 80 km da cidade de Temuco. Com uma altitude de 3 125 m, faz parte do Parque Nacional Conguillío, destacando-se por seus bosques de araucárias, abriga, na sua ladeira oeste, uma estação de esqui.
O Llaima é um dos vulcões mais ativos do Chile, sendo que, no primeiro dia de 2008, a sua erupção levou à evacuação de centenas de pessoas que vivem em suas proximidades, ocasião em que pôde ser observada uma coluna de fumaça de cerca de 3 000 m de altura saindo do vulcão.

É possível visitar o Parque Nacional Conguillio e caminhar próximo ao vulcão Llaima. Para isso, é necessário ir até a cidade de Melipeuco.

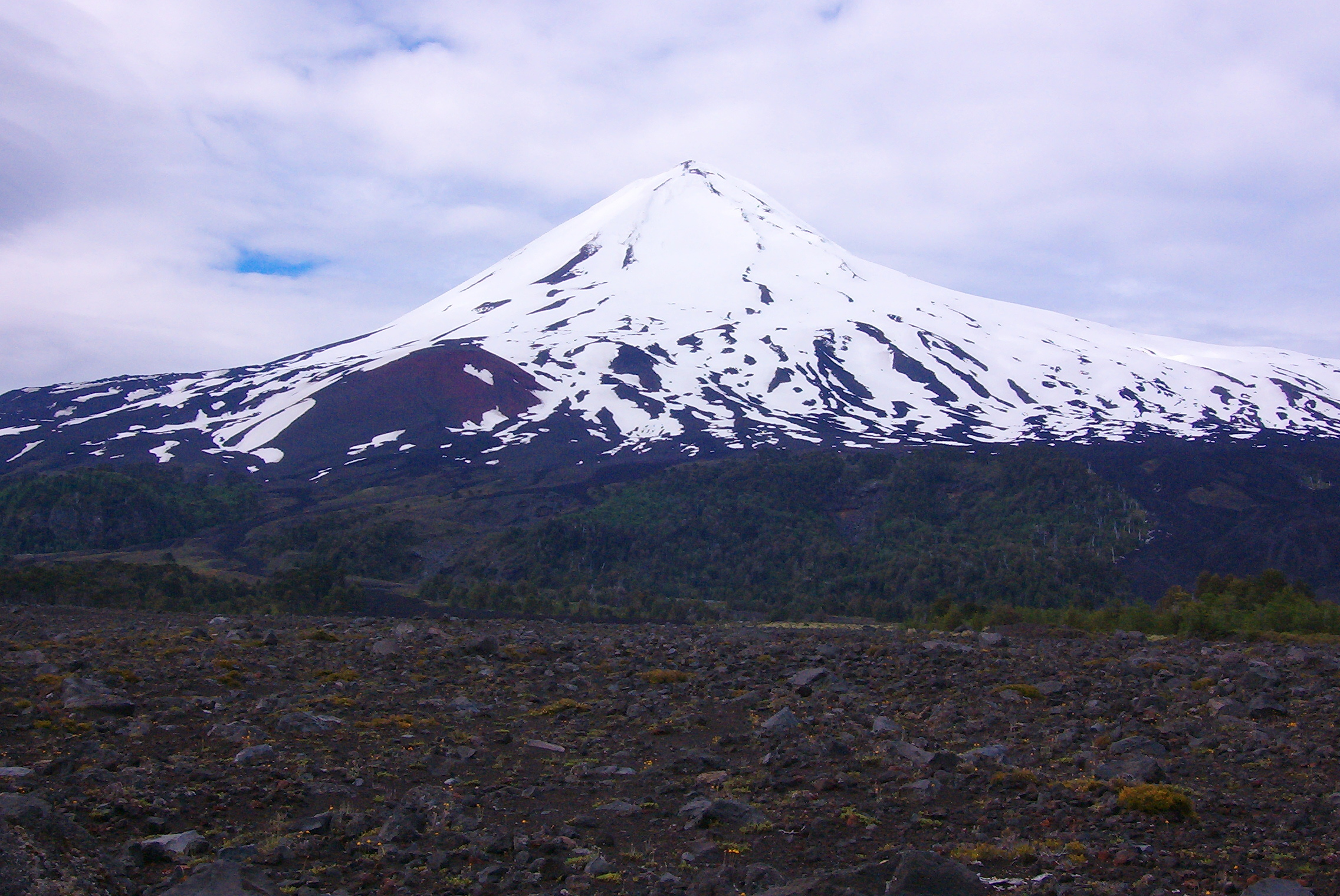
Vulcão Llaima